# Tarhos (Hungria)
Tarhos é um município da Hungria, situado no condado de Békés. Tem 57,45 km² de área e sua população em 2015 foi estimada em 766 habitantes.